# Dasypolia ferdinandi
Dasypolia ferdinandi is een vlinder uit de familie uilen (Noctuidae). De wetenschappelijke naam is voor het eerst geldig gepubliceerd in 1892 door Ruhl.
De soort komt voor in Europa.